# 화정글샘도서관
화정글샘도서관은 경상남도 김해시 삼계동 소재의 도서관이다.

## 연혁
화정도서관은 2008년 10월 6일에 개관하였다.